# There's No Other Way
There's No Other Way è un singolo del gruppo musicale inglese Blur, estratto dall'album Leisure e pubblicato nel 1991.

## Tracce
7" e cassetta
1. There's No Other Way – 3:14
2. Inertia

12"
1. There's No Other Way (Extended Version) – 4:04
2. Inertia – 3:51
3. Mr Briggs – 3:59
4. I'm All Over – 2:00

CD
1. There's No Other Way – 3:14
2. Inertia – 3:51
3. Mr Briggs – 3:59
4. I'm All Over – 2:00

## Classifiche
| Classifica (1991)         | Posizione massima |
| ------------------------- | ----------------- |
| Irlanda                   | 19                |
| Regno Unito               | 8                 |
| Stati Uniti               | 82                |
| Stati Uniti (alternative) | 5                 |
| Stati Uniti (dance club)  | 15                |